# Ästling

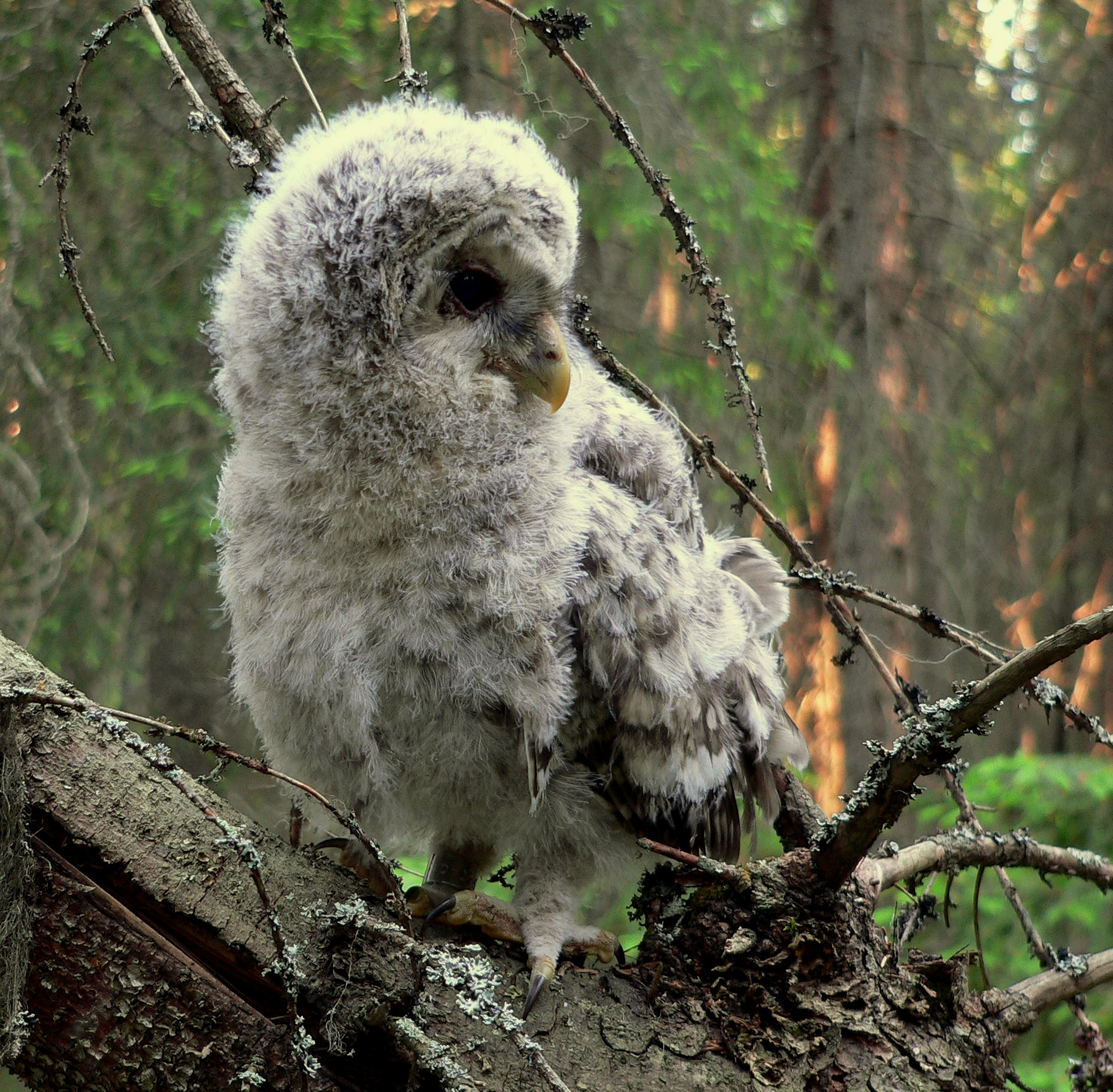
Ästling (Habichtskauz)

Ästling ist eine Bezeichnung für noch nicht flügge gewordene Jungvögel, die Nest oder Bruthöhle zwar verlassen haben, jedoch auf Ästen sitzend von den Altvögeln weiterversorgt werden. Im Besonderen wird der Terminus bei Greifvögeln und Eulen angewendet.
Der Ausdruck kommt aus der Falkner-Sprache, hat sich aber auch im vogelkundlichen Sprachgebrauch etabliert.